# Anubias gigantea
Anubias gigantea är en kallaväxtart som beskrevs av Auguste Jean Baptiste Chevalier och John Hutchinson. Anubias gigantea ingår i släktet Anubias och familjen kallaväxter. Inga underarter finns listade.